# SNCF X 2770
De X2770 zijn treinstellen van de Société nationale des chemins de fer français (SNCF). De SNCF gebruikte deze treinen in de eerste plaats voor de TEE-dienst.

## Trein en techniek
Voor het TEE net, dat in juni 1957 van start ging ontwikkelde de SNCF een dieseltreinstel, de Rame a Grand Parcours met een 825pk-dieselmotor.
Helemaal nieuw was het ontwerp echter niet, het betreft een aangepaste versie van een serie treinstellen die al een paar jaar eerder in dienst gekomen was. De RGP 825 was, door de keuze voor bestaande techniek, ruim op tijd klaar, zodat Frankrijk al in 1956 zijn TEE-treinen, met de bedrijfsnummers X 2771 - X 2781, kon presenteren. De RGP 825 bestond uit een motorrijtuig en een stuurstandrijtuig. De treinstellen kregen geen apart restauratierijtuig, maar maaltijden werden, net als in het vliegtuig, op de zitplaats geserveerd.

## Trans Europ Express
Toen het TEE-net in juni 1957 van start ging, werden drie TEE-verbindingen door de RGP 825 verzorgd:
- TEE Mont Cenis, Lyon - Milaan
- TEE Arbalète, Paris Est - Zürich
- TEE Ile de France, Paris Nord - Amsterdam

In oktober 1957 volgde de TEE Parsifal, Paris Nord - Dortmund. In 1960 werd het materieel gewisseld met de TEE Paris Ruhr, zodat de TEE Parsifal verzorgd werd door VT 11.5-treinstellen van de DB en de RGP 825-treinstellen voortaan in de TEE Paris Ruhr werden ingezet. Eveneens in 1960 werden de RGP 825-treinstellen in de TEE Mont Cenis vervangen door ALn 442-448-treinstellen van de FS. In 1964 gingen de treinen op de route Parijs-Brussel-Amsterdam over op elektrische tractie met getrokken rijtuigen. De vrijgekomen RAm TEE-treinstellen werden vervolgens ingezet als TEE Arbalète, zodat de RGP 825 alleen nog in de
TEE Paris Ruhr werd ingezet. In 1965 kwam een eind aan de TEE-dienst toen de VT 11.5 de TEE Paris Ruhr weer overnam.

## SNCF
De uit de TEE-dienst vrijgekomen RGP 825-treinstellen zijn als rapide ingezet vanuit Genève naar:
- Parijs als Genevois
- Port Bou als Catalan
- Marseille als Rhodanien

Hierbij hielden ze de TEE-kleuren, maar de TEE-opschriften werden verwijderd. In 1969 kwam de TEE Catalan talgo in dienst op het traject Genève - Port Bou - Barcelona, met aansluiting op de TEE Ligure naar Marseille. De RGP 825 hebben daarna nog tot midden jaren 1980 in de stoptreindienst gereden.